# Sân bay Kikai
Sân bay Kikai (喜界空港 Kikai Kūkō) (IATA: KKX, ICAO: RJKI), cũng gọi là Sân bay Kikaijima hay Sân bay Kikaiga Shima, là một sân bay ở Kikai, một thị xã ở trên đảo Kikai (cũng gọi là Kikaijima, Kikaishima hoặc Kikaiga Shima), một trong những đảo của quần đảo Amami thuộc tỉnh Kagoshima của Nhật Bản. Sân bay này có 1 đường băng dài 1313 m bề mặt nhựa đường.

## Các hãng hàng không và các tuyến điểm
- Japan Air Commuter (Amami Oshima, Kagoshima)